# Norman Lamont

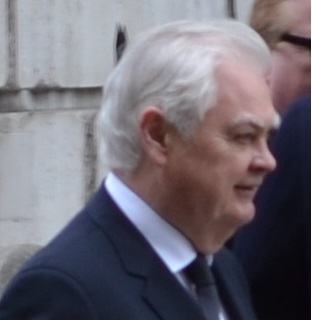
Norman Lamont (2013)

Norman Stewart Hughson Lamont, Baron Lamont of Lerwick (* 8. Mai 1942 in Lerwick, Shetlandinseln, Schottland) ist ein britischer Politiker der Conservative Party und Life Peer.

## Biografie
Lamont begann seine politische Laufbahn 1972 mit der Wahl zum Abgeordneten des House of Commons, in dem er als Mitglied der Conservative Party die Interessen des Wahlkreises London-Suburb of Kingston-upon-Thames vertrat. 1975 gehörte er zu den wenigen Abgeordneten der Konservativen, die Margaret Thatcher als Kandidatin für das Amt der Vorsitzenden der Conservative Party öffentlich unterstützten.
Als Anerkennung dafür berief sie ihn zunächst in ihr Schattenkabinett und später dann in ihrer Regierung auf sogenannte „Junior Posts“, nachdem sie 1979 Premierministerin wurde. 1986 wurde er Finanzsekretär im Schatzamt (Financial Secretary to the Treasury) und nahm damit den dritten Rang innerhalb des Schatzamtes ein. 1989 wurde er von Thatcher zum Chefsekretär (Chief Secretary) des Schatzamtes ernannt. Als solcher stand er damit nach dem Schatzkanzler nicht nur an zweiter Stelle des Ministeriums, sondern gehörte zugleich dem Kabinett an. Während des letzten Jahres von Margaret Thatchers Amtszeit war er damit auch engster Mitarbeiter von Schatzkanzler John Major.
Daher waren auch nur wenige überrascht, dass Major Lamont 1990 zum Manager für seinen erfolgreichen fünftägigen Wahlkampf als Vorsitzender der Konservativen auswählte und ihn anschließend am 28. November 1990 mit dem wichtigsten Amt in seinem Kabinett bedachte – dem Amt des Schatzkanzlers. Bei der Einbringung seines ersten jährlichen Regierungshaushalts im März 1991 zeigte er Kühnheit mit seiner Entscheidung, die Mehrwertsteuer (Value-added Tax) von 15 auf 17,5 Prozent anzuheben, um dadurch die Grundlage für die Reduzierung der sogenannten Kopfsteuer (Poll Tax) von 140 Pfund Sterling pro Person zu schaffen. Verbunden mit der Entscheidung der Regierung, die Kopfsteuer ab 1993 ganz abzuschaffen, half dieser Schritt, die Krise aufgrund der katastrophalsten Entscheidungen der Regierung Thatcher zu beenden. 1993 folgte ihm Kenneth Clarke als Schatzkanzler.
Während der Pfundkrise („Schwarzer Freitag“) vom 16. September 1992, die das Vereinigte Königreich aus dem Europäischen Wechselkursmechanismus (European Exchange Rate Mechanism, ERM) trieb, war Lamont Schatzkanzler und David Cameron sein Berater. Das Europäische Währungssystem bereitete die gemeinsame europäische Währung (später Euro genannt) vor.
Bei den Unterhauswahlen 1997 verlor Lamont sein Abgeordnetenmandat nach 25 Jahren. 1998 berief ihn Königin Elisabeth II. als Baron Lamont of Lerwick, of Lerwick in the Shetland Islands, zum Life Peer. Er ist dadurch seither Mitglied des House of Lords.